# Crodo
Crodo est une commune italienne de la province du Verbano-Cusio-Ossola dans la région Piémont en Italie.

## Administration
| Période                                  | Période | Identité | Étiquette | Qualité |
| ---------------------------------------- | ------- | -------- | --------- | ------- |
|                                          |         |          |           |         |
| Les données manquantes sont à compléter. |         |          |           |         |

### Hameaux
Alpiano, Rencio, Molinetto, Salecchio (o Bagni), Cravegna, Vegno, Emo, Mozzio, Viceno, Foppiano, Quategno, Braccio, Maglioggio

### Communes limitrophes
Baceno, Crevoladossola, Montecrestese, Premia, Varzo